# Camiri
Camiri é uma cidade da Bolívia localizada na província de Cordillera, departamento de Santa Cruz.